# Ateleute bicincta
Ateleute bicincta är en stekelart som först beskrevs av André Seyrig 1952.  Ateleute bicincta ingår i släktet Ateleute och familjen brokparasitsteklar. Inga underarter finns listade.